# DCD2 Records
Decaydance Records é uma gravadora de Pete Wentz (do Fall Out Boy). Foi usado por Pete Wentz e Clandestine Industries o logitipo 'Batskull' (Caveira de morcego) em seu logo.

## Artistas
Entre os artistas que gravaram pela Decaydance Records estão:
- The Academy Is...
- A Rocket to the Moon
- The Cab
- Cobra Starship
- Doug
- Fall Out Boy
- Four Year Strong
- Gym Class Heroes
- Travie McCoy
- Hey Monday
- The Hush Sound
- Lifetime
- Panic! At The Disco
- Tyga

## Ligações Externas
- Site Oficial